# Torre Portside
La Torre Portside (in inglese: Portside Tower) è un grattacielo di Città del Capo in Sudafrica.

## Storia
I lavori di costruzione dell'edificio, iniziati nel 2011, furono terminati nel 2014. Si tratta del primo grattacielo di dimensioni considerevoli a essere costruito a Città del Capo dal completamento della Triangle House nel 1993.

## Descrizione
Il grattacielo, che conta 32 piani, raggiunge un'altezza di 139 metri, cosa che ne fa l'edificio più alto di Città del Capo.